# Sanger (Texas)
Sanger es una ciudad ubicada en el condado de Denton en el estado estadounidense de Texas. En el Censo de 2010 tenía una población de 6916 habitantes y una densidad poblacional de 244,17 personas por km².

## Geografía
Sanger se encuentra ubicada en las coordenadas 33°22′59″N 97°9′52″O / 33.38306, -97.16444. Según la Oficina del Censo de los Estados Unidos, Sanger tiene una superficie total de 28.32 km², de la cual 28.19 km² corresponden a tierra firme y (0.46%) 0.13 km² es agua.

## Demografía
Según el censo de 2010, había 6916 personas residiendo en Sanger. La densidad de población era de 244,17 hab./km². De los 6916 habitantes, Sanger estaba compuesto por el 86.44% blancos, el 3.44% eran afroamericanos, el 0.75% eran amerindios, el 0.56% eran asiáticos, el 0.03% eran isleños del Pacífico, el 6.56% eran de otras razas y el 2.21% pertenecían a dos o más razas. Del total de la población el 17.68% eran hispanos o latinos de cualquier raza.